# Listă de filme sovietice din 1932
- Filme sovietice din: 1931 — 1932 — 1933

Aceasta este o listă de filme produse în Uniunea Sovietică în 1932.
| Titlu                       | Titlu original              | Regizor                           | Distribuție                                   | Gen      | Note            |
| --------------------------- | --------------------------- | --------------------------------- | --------------------------------------------- | -------- | --------------- |
| 1932                        |                             |                                   |                                               |          |                 |
| Counterplan                 | Встречный                   | Sergei Yutkevich, Fridrikh Ermler | Vladimir Gardin                               | Dramatic |                 |
| Horizon                     | Горизонт                    | Lev Kuleshov                      | Nikolai Batalov                               | Dramatic |                 |
| The House of the Dead       | Мёртвый дом                 | Vasili Fyodorov                   | Nikolay Khmelyov                              | Dramatic | [ 1 ]           |
| Ivan                        | Иван                        | Aleksandr Dovzhenko               | Petro Masokha, Stepan Shagaida                | Dramatic |                 |
| The Return of Nathan Becker | Возвращение Нейтана Беккера | Boris Shpis, Rashel Milman        | Solomon Mikhoels                              | Dramatic |                 |
| A Simple Case               | Простой случай              | Vsevolod Pudovkin, Mikhail Doller | Aleksandr Baturin                             | Dramatic |                 |
| ¡Que viva México!           | Да здравствует Мексика!     | Sergei Eisenstein                 | Félix Balderas, Sara García, Martín Hernández | Dramatic | Film neterminat |